# Judy Sheindlin
Judith Susan Sheindlin (Brooklyn, 21 d'octubre de 1942), coneguda professionalment com a Judge Judy, és una advocada, personalitat de televisió, productora de televisió i escriptora estatunidenca. Des de setembre de 1996, Sheindlin presenta el seu propi programa de judicis Judge Judy.
Sheindlin va aprovar la prova d'advocada per a l'estat de Nova York el 1965 i es va convertir en fiscal del sistema judicial familiar. L'any 1982, l'alcalde de la ciutat de Nova York, Ed Koch, la va nomenar com a jutge, primer a la cort penal, i posteriorment com a jutge judicial familiar de Manhattan el 1986.
A mitjans de 2012 es va informar que Sheindlin era la personalitat de televisió més ben pagada, que guanyava 123.000 dòlars per dia, o 45 milions anuals durant els 52 dies de l'any que ella enregistra el seu programa. L'octubre de 2013 es va informar que Sheindlin era encara l'estrella de televisió més ben remunerada, guanyant 47 milions de dòlars per any per Judge Judy.
La sèrie li ha valgut el sobrenom de "Court Show Queen". Sheindlin és la jutge més veterana en un programa de judicis, una fita que li va valer un reconeixement del Guinness World Records.